# براگالا
براگالا (به لاتین: Beragala) یک منطقهٔ مسکونی در سری‌لانکا است که در ناحیه بادولا واقع شده‌است.